# جروب بيت حمد (الريدة)
'

تعديل مصدري - تعديل

جروب بيت حمد هي إحدى قرى عزلة الريدة وقصيعر بمديرية الريدة وقصيعر التابعة لمحافظة حضرموت، بلغ تعداد سكانها 29 نسمة حسب تعداد اليمن لعام 2004.